# Brunettia ishihari
Brunettia ishihari är en tvåvingeart som beskrevs av Tokunaga och Komyo 1954. Brunettia ishihari ingår i släktet Brunettia och familjen fjärilsmyggor. Inga underarter finns listade i Catalogue of Life.